# 空軍ミサイル防御司令部 (韓国空軍)

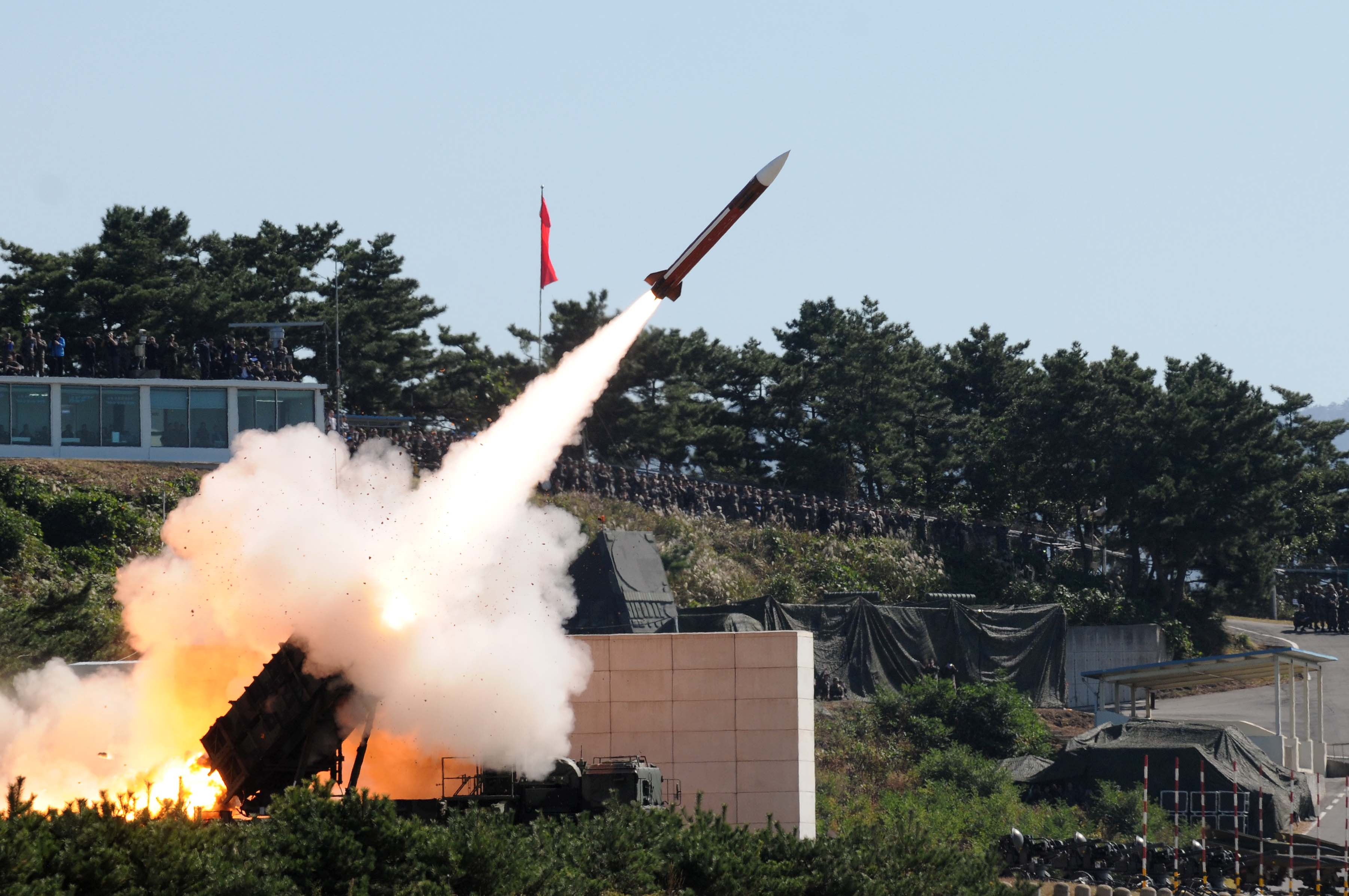
2013年防空誘導弾射撃大会のパトリオットミサイル

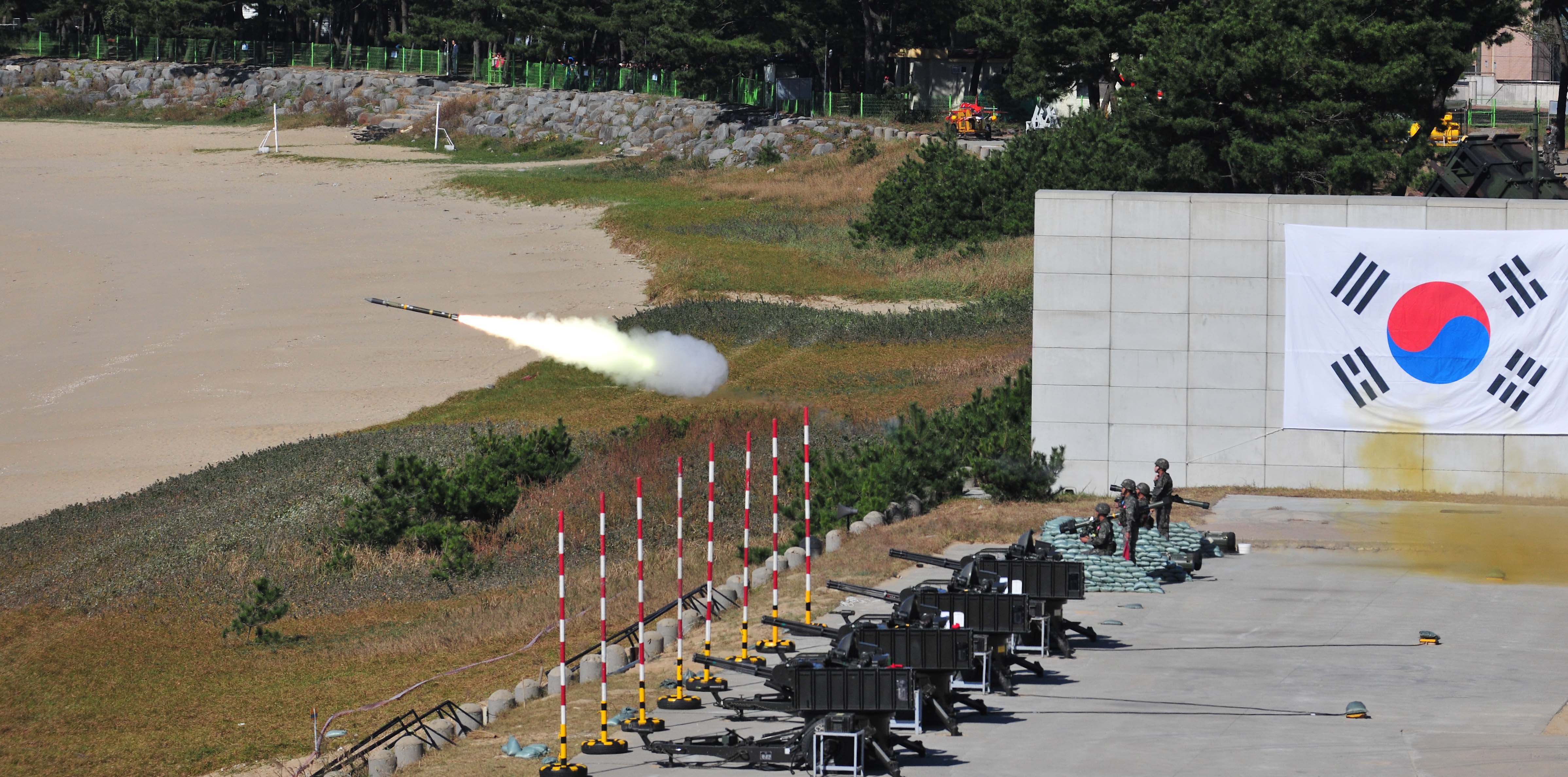
2013年防空誘導弾射撃大会のVADSとミストラル

空軍ミサイル防衛司令部（朝鮮語: 공군미사일방어사령부）は、大韓民国空軍の防空、ミサイル防衛作戦を遂行する機能司令部である。

## 歴史
1955年5月12日、第1高射砲兵旅団が創設されることで防空砲兵の歴史が始まった。
1966年6月14日、部隊名称が第1高砂砲兵旅団から第1防空砲兵旅団に改名された。
1972年12月1日、第2防空砲兵旅団が創設され、防空砲兵司令部に拡大及び改編された。
1986年12月1日、第3防空砲兵旅団が創設された。
1991年7月1日、陸軍から空軍に司令部とすべての防空砲兵部隊が全軍された。
2006年、ナイキミサイルの老朽化により、大韓民国国防部は北朝鮮の脅威に備えて100億ウォンの資金でSAM-X事業を推進した。ドイツで使用されていたパトリオットミサイルを導入することにしました。
2008年11月28日、導入したパトリオットミサイルの買収を空軍防空砲兵学校で終えた。さらに、2つの大隊を創設できる数量を導入する計画の企画を開始し、2010年に電力化された。
2013年6月11日、運用する武器体系が大砲から地対空ミサイルに変わり、防空誘導弾司令部に名称が変更された。
2017年11月2日、防空誘導弾司令部主管で開催した2017年防空誘導弾射撃大会で天弓ミサイルの最初の実射撃を行った。1966年から開かれた防空誘導弾射撃大会は現在も毎年秋に開催されている。
2022年4月1月、韓国国防改革2.0基本計画により陸軍ミサイル戦略司令部と同様に空軍防空誘導弾司令部から空軍ミサイル防衛司令部に改編された。

## 編成
- 本部 - 京畿道平沢市烏山空軍基地
- 第1ミサイル防衛旅団 - 大邱広域市水城区
- 第2ミサイル防衛旅団 - 忠清南道天安市
- 第3ミサイル防衛旅団 - ソウル特別市衿川区
- ミサイル宇宙監視大隊
- 射撃支援隊

## 装備
•対空砲
- VADS

•低高度/携帯用
- 神弓
- ミストラル

•中古度
- 天弓
- 天弓2

•高高度
- パトリオットミサイル
- L-SAM(開発中)

•レーダー
- グリーンパインレーダー

•過去の運用機器
- MIM-14- 2014年退役
- ホーク- 2021年退役

## 見る
- 陸軍ミサイル戦略司令部